# Pukiv, Rohatîn
Pukiv (în ucraineană Пуків) este o comună în raionul Rohatîn, regiunea Ivano-Frankivsk, Ucraina, formată numai din satul de reședință.

## Demografie
Componența lingvistică a comunei Pukiv
     Ucraineană (99,62%)
     Alte limbi (0,38%)
Conform recensământului din 2001, majoritatea populației comunei Pukiv era vorbitoare de ucraineană (99,62%), existând în minoritate și vorbitori de alte limbi.